# Skrivnost fantomskega vlaka (Pet prijateljev)
Julian, Dick, George, Anne in Timmy nameravajo kampirati v barju s profesorjem Čmrljem. Ko prispejo v tabor, ugotovijo, da je njihovo kampiranje blizu kmetije in da več starih železniških tirov teče pod barjem, nekateri pa se ne uporabljajo. Kmalu se spoprijateljijo s fantom po imenu Jock, ki na kmetiji živi z mamo in očimom. Med raziskovanjem barja najdejo železniško dvorišče in predor, ki sta očitno zapuščena. Stražar, stari Sam, jim pove, da po teh tirih vozijo fantomski vlaki. Ko gospod Andrews, Jockov očim, sliši za fantomske vlake, otroke opozori, naj se držijo proč od železniškega dvorišča, in poskuša Jocku preprečiti, da bi se družil s petorico. Julian in Dick sta se naslednja dva večera na skrivaj odpravila do predora z Jockom, da bi videli fantomski vlak, dekleti pa pustijo v šotoru. Ugotovijo, da resnično obstaja skrivnostni vlak, ki prihaja iz tunela in se vrača nazaj v njega. Naslednji dan je George besna, ko ugotovi, da so ju fantje pustili za seboj. Naslednji dan se noče pridružiti drugim in odide s Timmyjem, da bi sama poiskala fantomski vlak. Najde stari vlak, ki vstopi na skrivno območje za domnevno blokiranim odsekom predora skozi skrivno premično steno. Medtem fantje raziskujejo predor, Anne pa čaka zunaj, a jih ujamejo moški, ki jih vodi gospod Andrews. Anne beži, da bi našla profesorja Čmrlja, a se na poti izgubi. Na koncu ga najde in skupaj s policisti, začnejo iskati pogrešane prijatelje. George, ki se je skrivala v vlaku, reši fante in zavedajoč se, da se vlak uporablja za tihotapljenje, poskušajo najti pot iz tunela. Ponovno jih ujamejo, toda ravno pravočasno pride Anne skupaj profesorjem Čmrljem in policijo, da jih osvobodi. Zločince policisti aretirajo, otroci pa se vrnejo na kmetijo, Jock pa je navdušen nad minulo pustolovščino.